# Eduardo Araújo
Pour les articles homonymes, voir Araújo.
Eduardo Araújo, né le 23 juillet 1942 à Joaíma, est un chanteur de rock brésilien. Il est un des représentants du style musical Jovem Guarda. Aujourd'hui il est connu comme un acteur important de la scène country. Il est par ailleurs célèbre pour sa chanson O Bom.